# Мясоедов, Григорий Павлович
Григорий Павлович Мясоедов (1901, Новосергиевка — 1943) — старший сержант Рабоче-крестьянской Красной Армии, участник Великой Отечественной войны, Герой Советского Союза (1943).

## Биография
Родился 27 сентября 1901 года в селе Новосергиевка (ныне — посёлок в Оренбургской области). Русский.
В 1925 году переехал в Актюбинск, где окончил Высшую коммунистическую сельскохозяйственную школу и заведовал Домом партийного просвещения. В 1941 году Мясоедов был призван на службу в Рабоче-крестьянскую Красную Армию. С июня того же года — на фронтах Великой Отечественной войны.
К октябрю 1943 года старший сержант Григорий Мясоедов был старшиной роты 895-го стрелкового полка 193-й стрелковой дивизии 65-й армии Центрального фронта. Отличился во время битвы за Днепр. 15 октября 1943 года Мясоедов переправился через Днепр в районе посёлка Лоев Гомельской области Белорусской ССР и принял активное участие в боях за захват и удержание плацдарма на его западном берегу.
19 октября 1943 года погиб в бою. Похоронен в братской могиле в деревне Крупейки Лоевского района.

## Награды и звания
Указом Президиума Верховного Совета СССР от 30 октября 1943 года старший сержант Григорий Мясоедов посмертно был удостоен высокого звания Героя Советского Союза. Также был награждён орденом Ленина и медалью.

## Память
В честь Г. Мясоедова названа улица в городе Актобе (Казаxстан), в деревне Крупейки Лоевского района Гомельской области Беларуси.